# Encoded Archival Guide
Encoded Archival Guide (EAG) is een internationale XML-standaard en voorziet in een grammatica voor het coderen van de namen van collectiehoudende instellingen en gerelateerde informatie.
EAG is ontwikkeld door het Spaanse Ministerie van Cultuur. Er is een Document Type Definition beschikbaar: EAG DTD 
en een tag library in het Spaans.
De corresponderende ICA standaard is gepubliceerd in 2008 als International Standard for Describing Institutions with Archival Holdings (ISDIAH).